# Großes Schauspielhaus

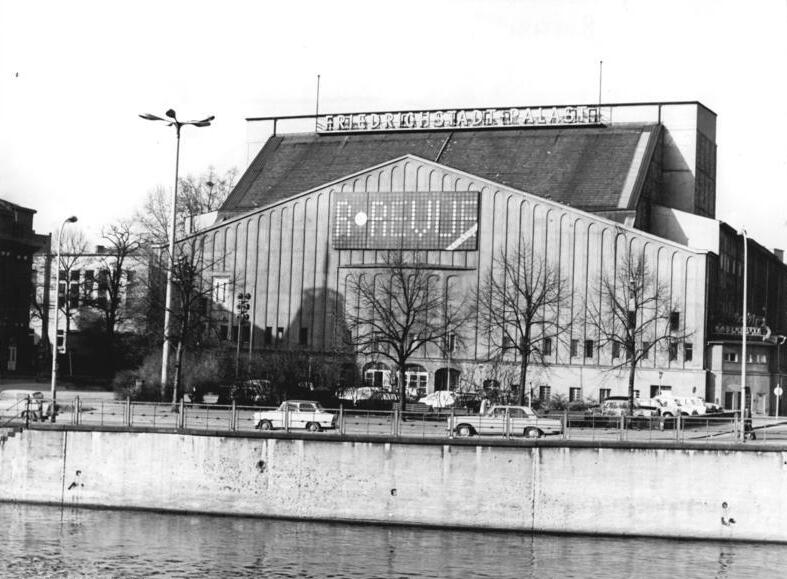
Das Große Schauspielhaus (Rückseite mit Bühneneingang), 1972

Das Große Schauspielhaus war ein Berliner Revue- und Lustspieltheater, das zwischen Schiffbauerdamm und Reinhardtstraße lag. Es entstand zwischen 1918 und 1919 im Auftrag der 1917 gegründeten Deutschen Nationaltheater AG durch den Umbau einer ehemaligen Markthalle nach dem Entwurf der Berliner Architekten Hans Poelzig und Marlene Moeschke-Poelzig in expressionistischer Formensprache. Zunächst als Großes Schauspielhaus, nach 1933 als Theater des Volkes bestand die Kultureinrichtung bis 1943. Im Jahr 1945 wurde das im Zweiten Weltkrieg schwer beschädigte Haus wieder aufgebaut und in Friedrichstadt-Palast umbenannt.

## Geschichte
Das Gebäude wurde ursprünglich von 1865 bis 1867 im Auftrag der Berliner Immobilien-Aktiengesellschaft nach Plänen von Friedrich Hitzig als erste Berliner Markthalle errichtet. Wegen des schwierigen Baugrundes wurde der Bau auf mehrere hundert Eichenpfähle gegründet. Die Markthalle wurde nicht vom Publikum angenommen und deshalb nach wenigen Monaten wieder geschlossen. Nach einer vorübergehenden Nutzung als Lagerhalle wurde sie 1873 zum Markthallen-Circus (unter Direktor Salamonsky) umgenutzt. Von 1879 bis 1897 nutzte Ernst Renz das Gebäude an der Markthallenstraße (seit 1891: Am Zirkus 1) mit seinem Circus Renz, da er seinen bisherigen Standort wegen der Errichtung des Bahnhofs Friedrichstraße aufgeben musste. Er ließ den Zuschauerraum 1888 auf eine Kapazität von 5600 Zuschauern erweitern. Ab 1899 beherbergte der Bau Albert Schumanns Zirkus Schumann, der 1918 schloss. Im gleichen Jahr wurde die Immobilie an die 1917 gegründete Deutsche National-Theater AG verkauft, die sie 1918–1919 durch den Architekten Hans Poelzig als Revuetheater durchgreifend umbauen ließ. Nachdem die gusseiserne Hallenkonstruktion durch eine Stuckdecke mit tropfenförmig herabhängenden Zapfen verkleidet worden war, sprachen die Berliner von der „Tropfsteinhöhle“. Das Foyer stimmte mit weit auskragenden Lichtschirmen auf die neue Innenarchitektur ein. Am 28. November 1919 wurde das Große Schauspielhaus mit der Aufführung Die Orestie von Aischylos in der Bearbeitung und Übersetzung Karl Gustav Vollmoellers unter der Regie von Max Reinhardt feierlich neu eröffnet. Ab 1920 war Friedrich Brehmer Direktor des Hauses, welcher auch ab 1918 Vorstand der Bühnen von Reinhardt gewesen war.
In der Folge wurden u. a. auch Operetten und Singspiele aufgeführt. 1930 erfolgte die Uraufführung des Singspiels Im weißen Rößl von Ralph Benatzky und anderen in der Inszenierung von Erik Charell.
Im Frühjahr 1928 wurden aus dem damals bestehenden Chor des Großen Schauspielhauses Sänger für die neugegründeten Comedian Harmonists rekrutiert.
Während der Weltwirtschaftskrise gingen die Zuschauerzahlen stark zurück und die Deutsche National-Theater AG musste im Sommer 1930 neue Hypotheken in Höhe von 400.000 Reichsmark (kaufkraftbereinigt in heutiger Währung: rund 1,78 Millionen Euro) bei der Bank der Arbeiter, Angestellten und Beamten aufnehmen. Bis Anfang 1932 stiegen die Schulden auf 2,5 Millionen Mark, davon 1,9 Millionen bei der Arbeitsbank. Nach der „Machtergreifung“ der Nationalsozialisten wurde der Deutschen National-Theater AG die Gemeinnützigkeit aberkannt und Steuern in Höhe von 550.000 Mark festgesetzt. Dies trieb die Deutsche National-Theater AG endgültig in die Überschuldung. Die inzwischen gleichgeschaltete Bank der Arbeiter, Angestellten und Beamten besetzte als Hauptgläubigerin den Aufsichtsrat neu. Dieser betrieb die Enteignung der bisherigen Eigentümer, indem er beschloss, die Alteigentümer müssten ihre Anteile persönlich einreichen; ansonsten würden sie verfallen. Max Reinhardt verkaufte daher seine Anteile über Mittelsmänner zu einem Zehntel ihres Wertes an die Bank der Arbeiter, Angestellten und Beamten.
Die Nationalsozialisten benannten das Theater 1934 in Theater des Volkes um; 1938 rissen Arbeiter der Deutschen Arbeitsfront die Stalaktitenwand wieder heraus und installierten eine „Führerloge“. Architekt des Umbaus war Fritz Fuß.

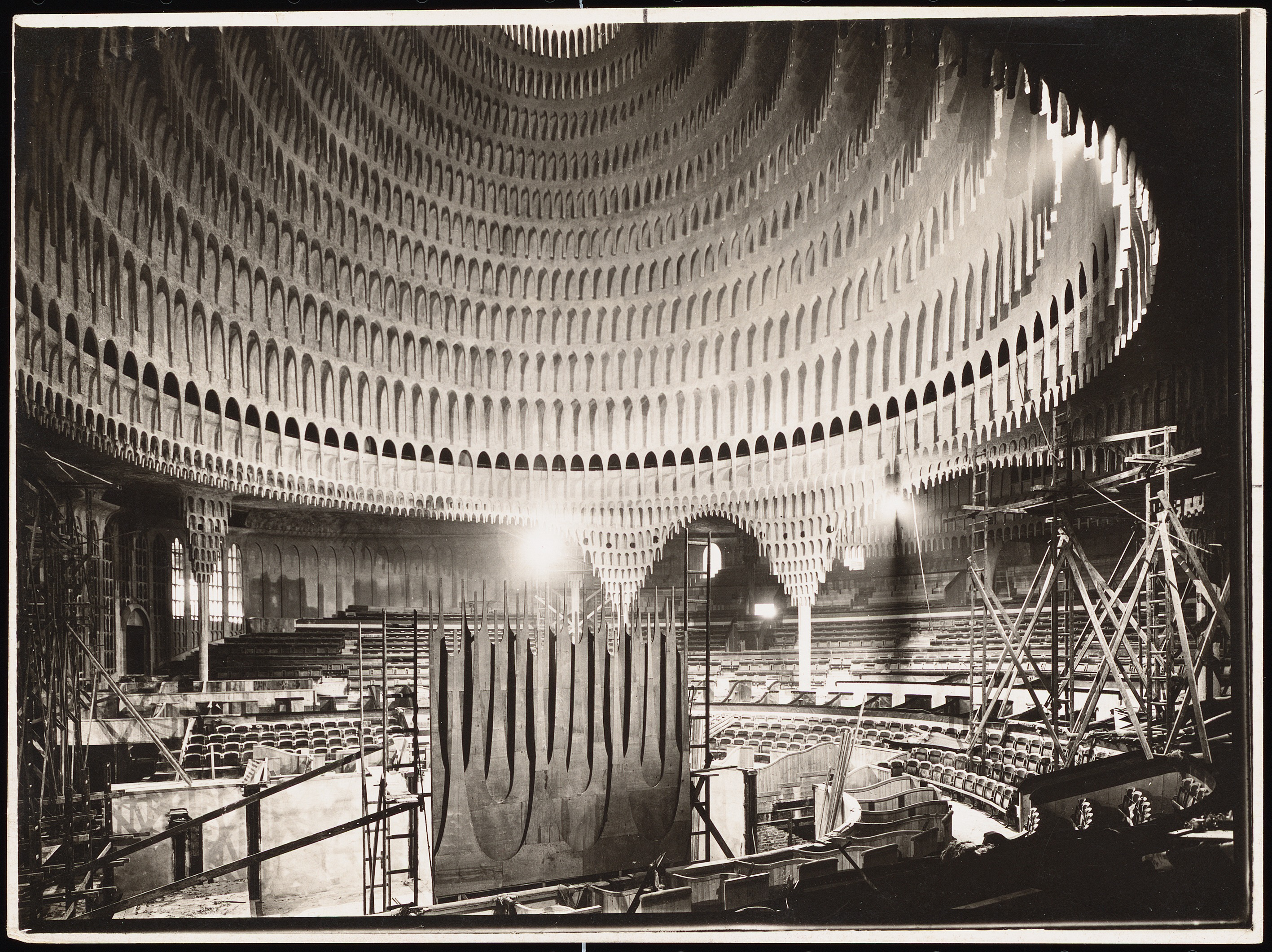
Innenräume im Bau, ca. 1919
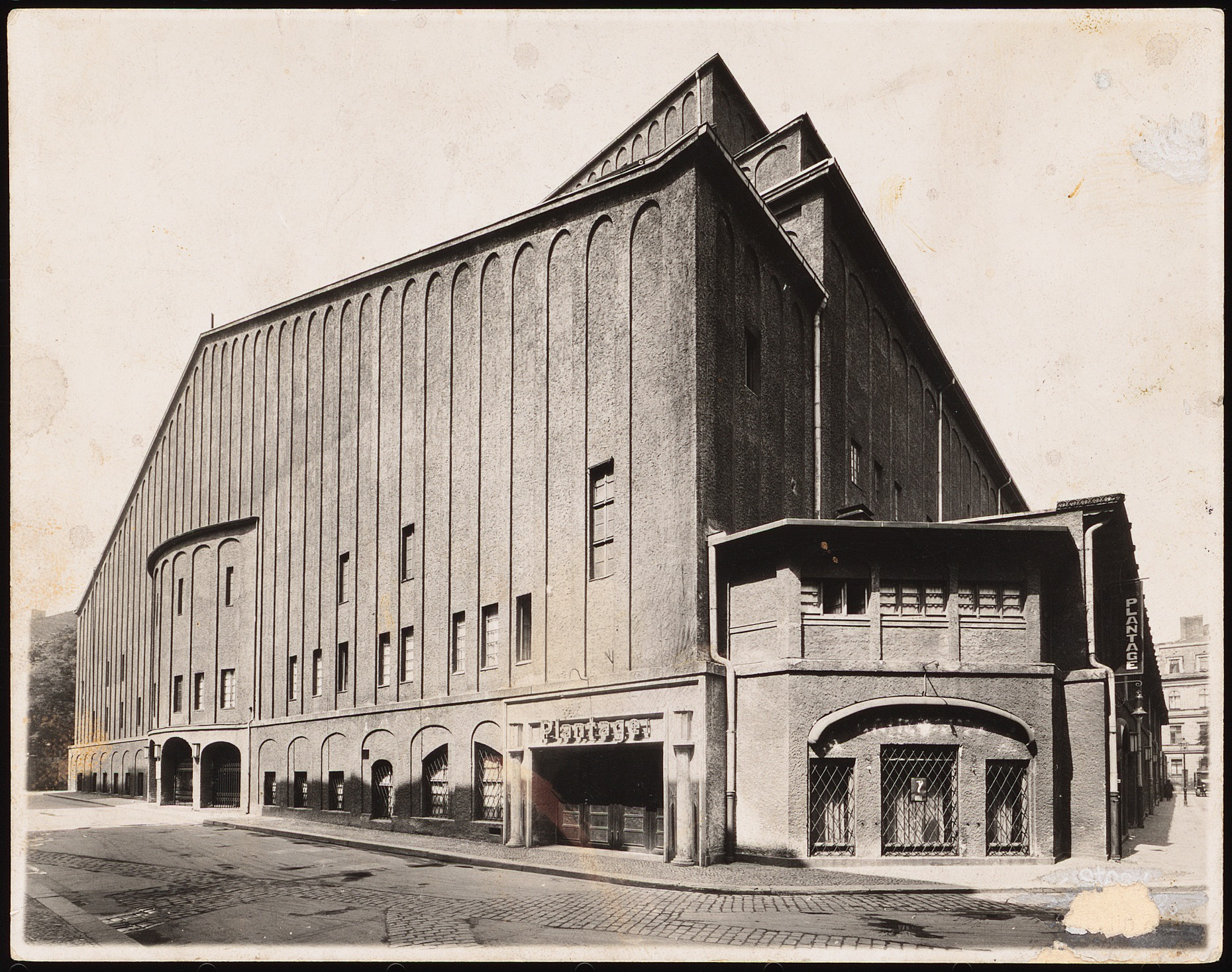
Hausfront mit Bühneneingang, ca. 1919
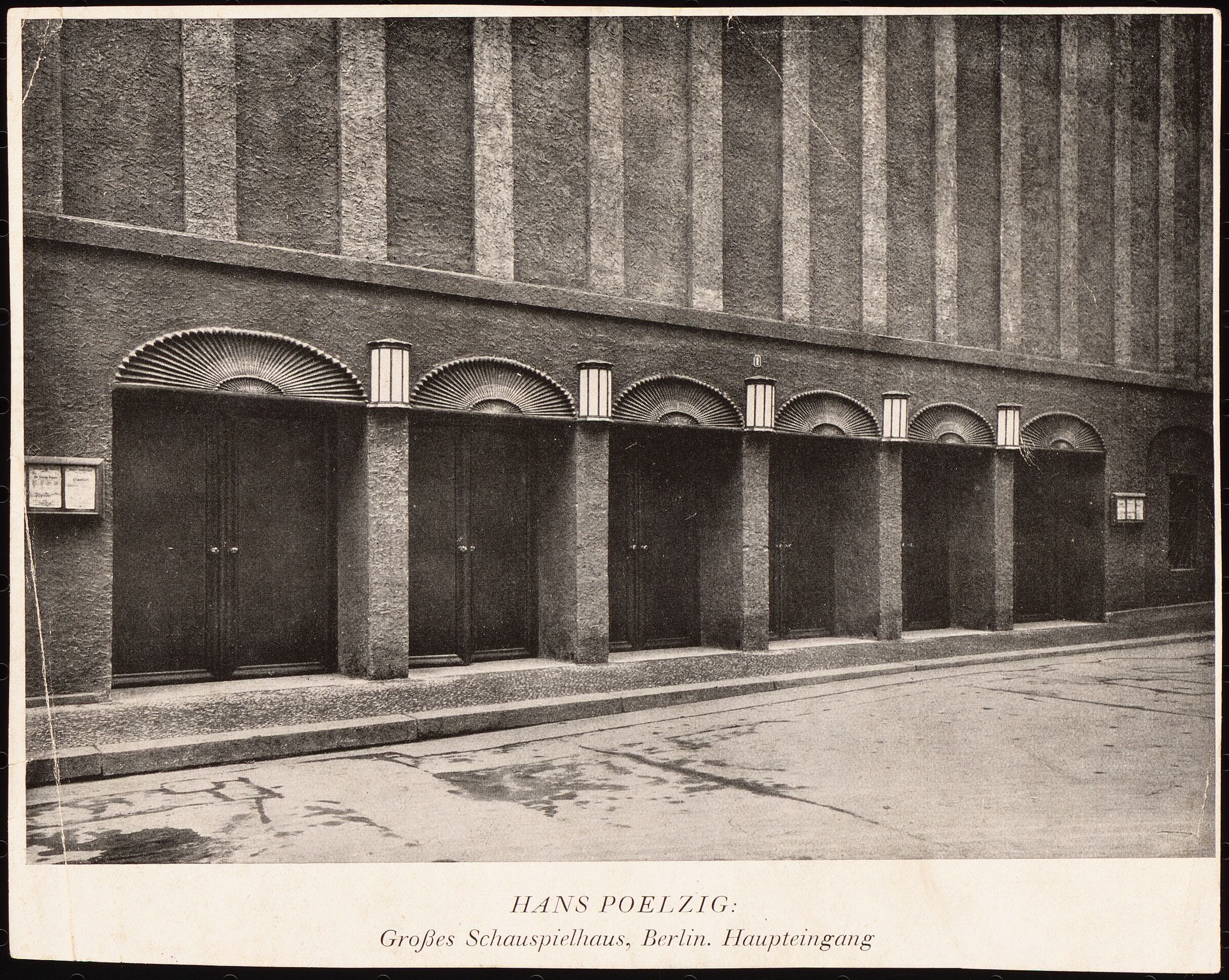
Details vom Haupteingang, ca. 1919
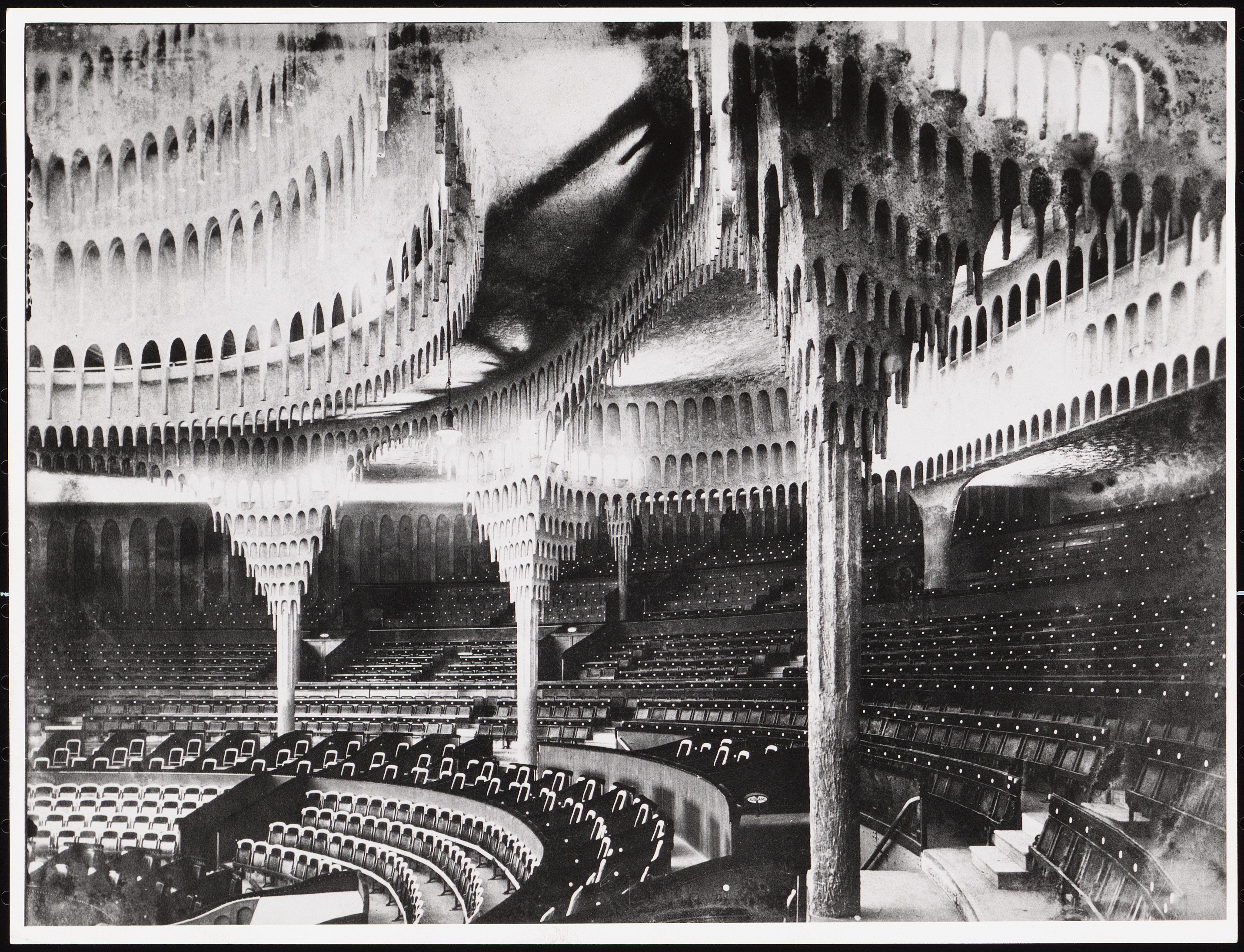
Zuschauerränge mit Tropfsteinhöhle, ca. 1919
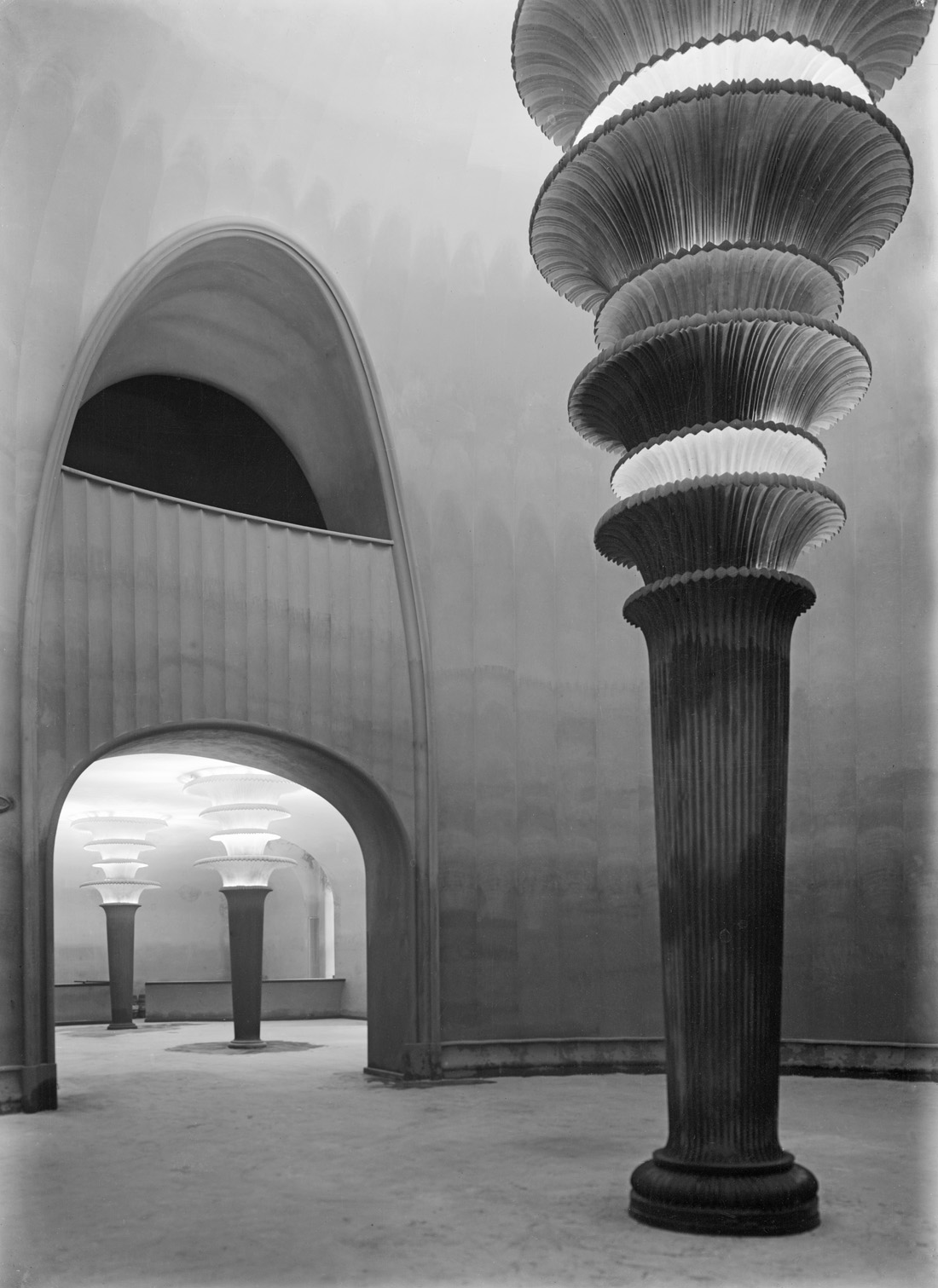
Lichtsäulen im Foyer, um 1920
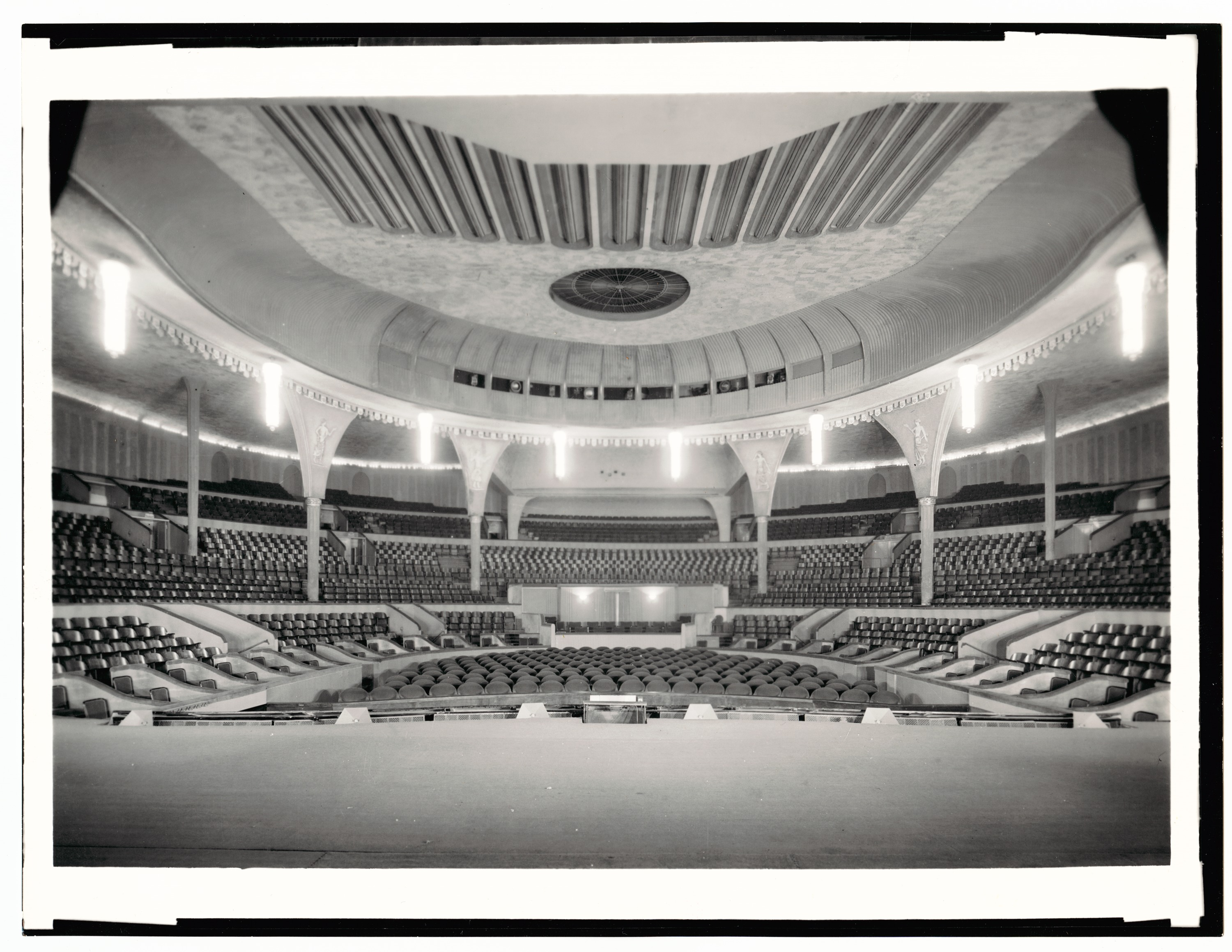
Umgebauter Zuschauerraum, ca. 1941
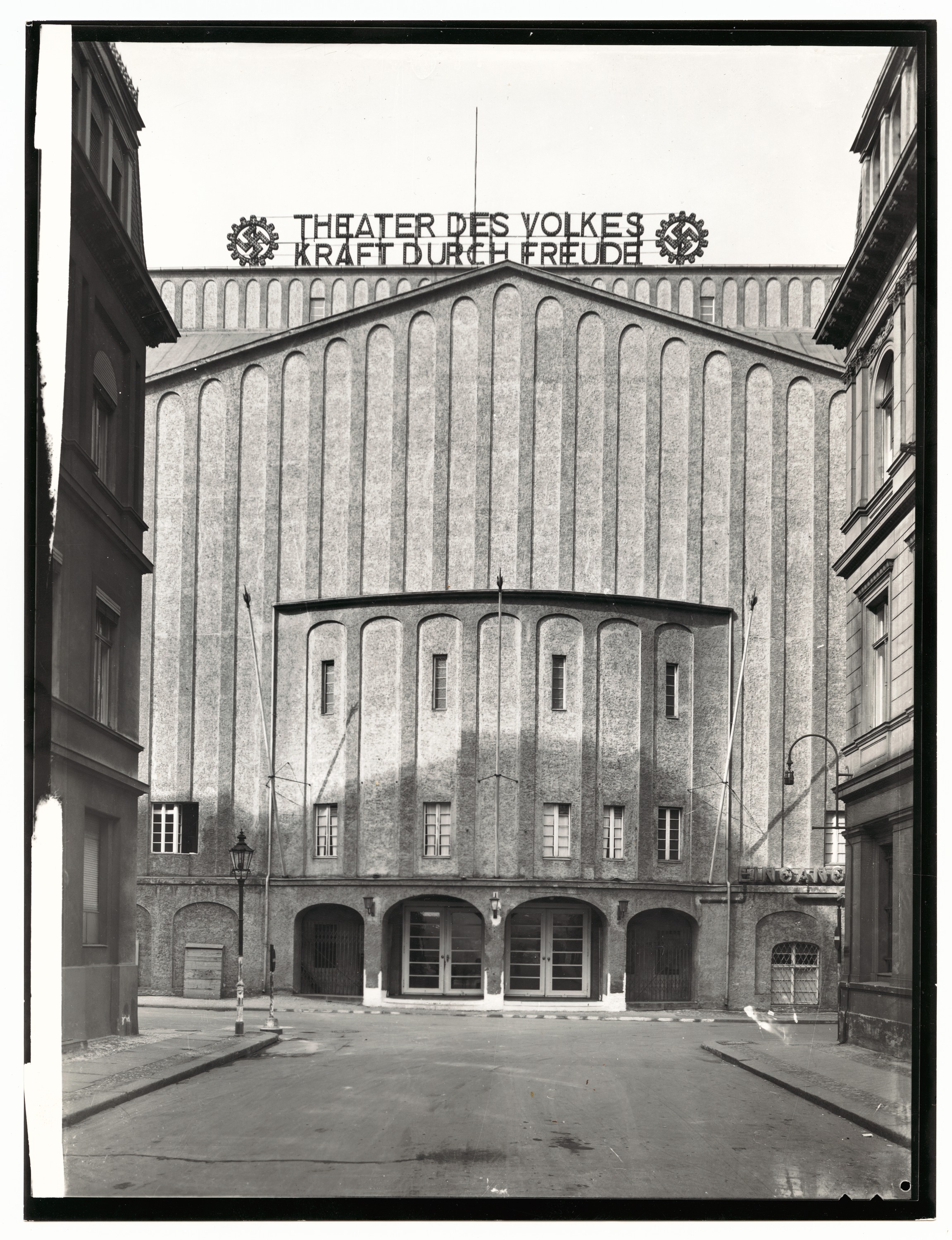
Blick durch die Straße Am Zirkus zum Bühneneingang Theater des Volkes und Werbung für Kraft durch Freude, ca. 1941

Direktoren des Großen Schauspielhauses
- Max Reinhardt (1919–1920)
- Felix Hollaender (1920–1923)
- Maximilian Sladek (1923–1925)
- Karl Rosen (ab 1925)

Künstlerischer Leiter war Erik Charell.
Nach dem Zweiten Weltkrieg wurde ab November 1947 das Große Schauspielhaus zunächst als privates Revuetheater unter der Leitung von Marion Spadoni weiterbetrieben. Es erhielt den Namen Friedrichstadtpalast. 1949 wurden die Eigentümer enteignet, der Kulturbetrieb wurde unter staatlicher Leitung in der DDR fortgeführt.
Direktoren / Intendanten des Friedrichstadt-Palastes
- Marion Spadoni (1945–1947)
- Nicola Lupo (1947–1954)
- Gottfried Herrmann (1954–1961)
- Wolfgang E. Struck (1961–1986)
- Reinhold Stövesand (1986–1990)
- Hans-Gerald Otto (1990–1992)
- Julian Herrey (1992–1993)
- Alexander Iljinskij (1993–2004)
- Thomas Münstermann (2004–2007)
- Berndt Schmidt (seit 2007)

Im Jahr 1980 entstanden nach der wegen des Neubaus des Charité-Bettenhochhauses erfolgten Grundwasserabsenkung durch Faulprozesse an der Luft irreparable Schäden an der Pfahlgründung des Friedrichstadtpalastes. Anlässlich einer bauaufsichtlichen Begehung wurde die sofortige Schließung des Theaters verfügt. Das Kinderensemble wurde dabei direkt aus den Proben heraus evakuiert. Die tatsächliche Ursache der Schließung wurde durch Partei und Regierung verschwiegen, da auch Gebiete in West-Berlin von der Trockenlegung betroffen waren. 1988 wurde das Haus abgerissen; der japanische Dokumentarfilmer Ryuji Miyamoto konnte den Abbruch mit der Kamera festhalten. An der Stelle des alten Kulturtempels befand sich danach eine Freifläche und zur Spree hin die Grünfläche des Bertolt-Brecht-Platzes. Der Berliner Senat verkaufte das Gelände an die Deutsche Immobilien AG, die ab 2001 eine neue Bebauung plante. Auf dem Grundstück wurde ein Mehrzweckgebäude mit 87 Wohnungen, einem Hotel mit 311 Zimmern und Gewerbeflächen errichtet, das im Sommer 2014 fertiggestellt wurde.
In den 1970er Jahren war der im Gebäude etablierte Jazzclub „Kleine Melodie“, dessen Name sich aus dem Gegensatz zum Theaterrestaurant „Große Melodie“ herleitete, ein beliebter Treffpunkt junger Gäste.
Der neue „Friedrichstadtpalast“ wurde 1984 auf dem Grundstück Friedrichstraße 107 – unweit des alten Gebäudes – unter der baulichen Leitung von Erhardt Gißke (Architektenkollektiv) errichtet. Die Premiere des neuen Friedrichstadtpalastes fand 1984 mit der Revue Premiere Friedrichstraße 107 unter der Intendanz des langjährigen Direktors Wolfgang Struck statt. Einige der nach den Plänen von Poelzig hergestellten Ausstattungsstücke, wie die Kronleuchter im Foyer, wurden in den Neubau des Friedrichstadtpalastes übernommen.